# Ernst Niekisch
Ernst Niekisch (Trebnitz, Silesia, 23 de mayo de 1889 - Berlín Occidental, RFA, 27 de mayo de 1967) fue un periodista, escritor, ideólogo y político nacionalista alemán, considerado uno de los mayores exponentes de la llamada Revolución Conservadora y fundadores del nacional-bolchevismo.
Niekisch dirigió la revista Widerstand (Resistencia), donde expresó sus ideas nacionalistas con virtudes prusianas, antidemocraticos y furibundamente antisemitas, entremezclados con un socialismo revolucionario, agrarista y extremista, y apoyo hacia la Rusia bolchevique y la Unión Soviética, respectivamente, a pesar de sus críticas al marxismo. Durante el régimen nazi, Niekisch mostró abierta oposición hacia Adolf Hitler, al que no concebía como un auténtico revolucionario sino como "una farsa apoyada por el gran capital alemán y extranjero". Estas críticas al régimen le valieron ser detenido en 1937 y condenado a cadena perpetua en 1939. Tras la guerra fue puesto en libertad y vivió en la Alemania Oriental, donde continúo ejerciendo como escritor y periodista. Su actitud crítica hacia el nuevo régimen comunista le obligó a exiliarse del país en 1955. Niekisch finalmente se asentó en el Berlín Occidental en 1963 y falleció en 1967.
Sus ideales políticos de un proyecto agresivamente anticapitalista compaginado con un nacionalismo radical le han valido ser calificado como un nacional-bolchevique, tanto por sus rivales políticos en la República de Weimar como más adelante por ciertos historiadores, pese a que Niekisch siempre rechazó dicho término dado su visceral anticomunismo. Sus ideas siguen teniendo influencia en algunos grupos nacional-revolucionarios y neofascistas contemporáneos, como los Autonome Nationalisten alemanes o Alternativa Europea.

## Biografía

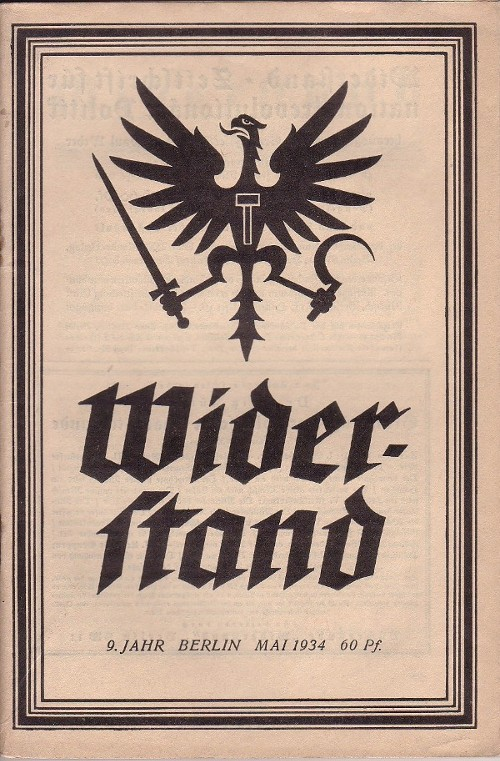
Símbolo de Widerstand, revista editada por Ernst Niekisch.

Niekisch nace en el seno de una familia de artesanos de Silesia. Estudió la carrera de magisterio y se alistó en el Reichswehr, el Ejército del Imperio Alemán. En 1917 se afilió al Partido Socialdemócrata de Alemania (SPD), dentro del cual participó en la experiencia de la República Soviética de Baviera, pero con la entrada de los Freikorps es arrestado. Abandonó más tarde el SPD, por el cual había conseguido acta de diputado en 1926.
Después de marcharse del SPD edita la revista Widerstand, dónde hace una síntesis entre el socialismo revolucionario y el nacionalismo völkisch prusiano. Esta revista fue muy crítica con Adolf Hitler, por no considerarlo un verdadero socialista, por lo cual fue censurada por las instituciones de la Alemania nazi. Se pasó toda la Segunda Guerra Mundial en la cárcel, hasta que fue liberado por el Ejército Rojo. Ocupó cargos dentro de la República Democrática Alemana, pero fue muy crítico con la URSS por no permitir una "vía alemana al socialismo". Es por ello que abandona la RDA en 1963 y se establece en Berlín Occidental hasta su muerte, en 1967.